# Anna Abreu (album)
Anna Abreu è l'album di debutto della cantante pop finlandese omonima, pubblicato il 27 agosto 2007 dall'etichetta discografica Sony BMG.
Pubblicato a distanza di pochi mesi dalla vittoria della cantante della versione finlandese del talent show Pop Idol, ha riscosso parecchio successo in Finlandia, raggiungendo la vetta della classifica degli album rimanendo in classifica per 37 settimane.
Dall'album sono stati estratti come singoli i brani End of Love, Ivory Tower e Are You Ready

## Tracce
CD (Sony BMG 14188)
1. Are You Ready – 3:12 (Ruth-Anne Cunningham, O'Donoghue)
2. Ivory Tower – 3:47 (Rauli Eskolin)
3. Shame – 3:23 (Månsson, Rantanen, Patric Sarin, Wheeler)
4. Solta-Se O Beijo – 4:16 (Catarina Furtado, Joao Lopes)
5. How Could You Do It – 3:25 (Rauli Eskolin)
6. Unsatisfiable – 2:52 (Edie Kuhnle, Boots Ottestad, Tina Parol)
7. Contigo Corazón – 3:20 (Huttunen, Ojasti)
8. End of Love – 3:41 (Brunila)
9. Bad Girl – 3:26 (Månsson, Patric Sarin, Wheeler)
10. Stressed Out – 3:19 (Elofsson, Kolehmainen, Lipp)
11. Everywhere I Go – 3:15 (Brennett, Strewat)

Durata totale: 37:56

## Classifiche
| Classifica (2007) | Posizione massima |
| ----------------- | ----------------- |
| Finlandia         | 1                 |